# シェーンブルン・プール
シェーンブルン・プール（ドイツ語：Schönbrunnerbad）は、ウィーン市13区にある屋外プール。シェーンブルン宮殿の庭園内にある。

## 歴史

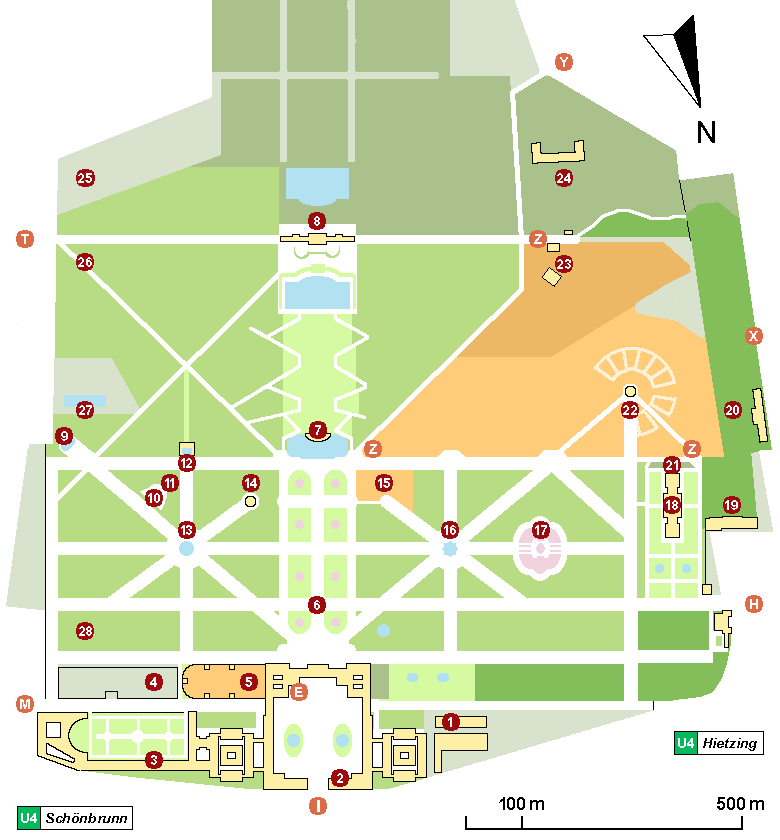
宮殿敷地内（地図の下が北）のプールの位置(数字の27。細長い水色)。1・2・3：宮殿、6：庭園、7：マリア・テレジア門、8：グロリエッテ、9：オベリスク

宮殿の庭園内で、グロリエッテの丘の斜面をオベリスクから登る途中にあり、庭園の入口の一つである「マリア・テレジア門」（庭園敷地の東端）の近くに位置する。門の外の通りは市街地のHohenbergstraße（12区）とGrünbergstraße（13区）となっている。
かつてこの場所にあった貯水池についての史料上の最初の言及は、1838年に当時8歳の大公フランツ・ヨーゼフ（後のオーストリア皇帝フランツ・ヨーゼフ1世）が弟のマクシミリアンへ宛てた手紙に見られる。第一共和政時代には軍の水泳学校として利用された。ナチス時代には国防軍に利用され、戦後、1955年まで、プールが位置する13区を含む行政区域を分割統治したイギリスの占領軍が利用した。
1975年に全面改修され、一般公開された。2000年から2001年、最新のテクノロジーにリニューアルされ、水の現代的な処理装置が設置された。運営は私企業が受け持っている。50メートル・レーンを8本備えたプールとなっており、レストラン、フィットネスジムが併設されている。